# Milesia magnusiana
Milesia magnusiana är en svampart som först beskrevs av Jaap, och fick sitt nu gällande namn av Faull 1932. Milesia magnusiana ingår i släktet Milesia och familjen Pucciniastraceae.   Inga underarter finns listade i Catalogue of Life.